# 西林教案发生地
西林教案发生地，位于中国广西壮族自治区百色市田林县定安镇东新街34号。1994年7月8日公布为第四批广西壮族自治区文物保护单位，名称为西林教案遗址，类型为革命遗址及革命纪念建筑物。2019年10月7日公布为第八批全国重点文物保护单位，名称为西林教案发生地，编号8-0681-5-165。
西林教案遗址的历史年代为1856年，系西林教案发生地点。 